# Carbamaat

Basisstructuur van carbamaten.

Carbamidezuur.

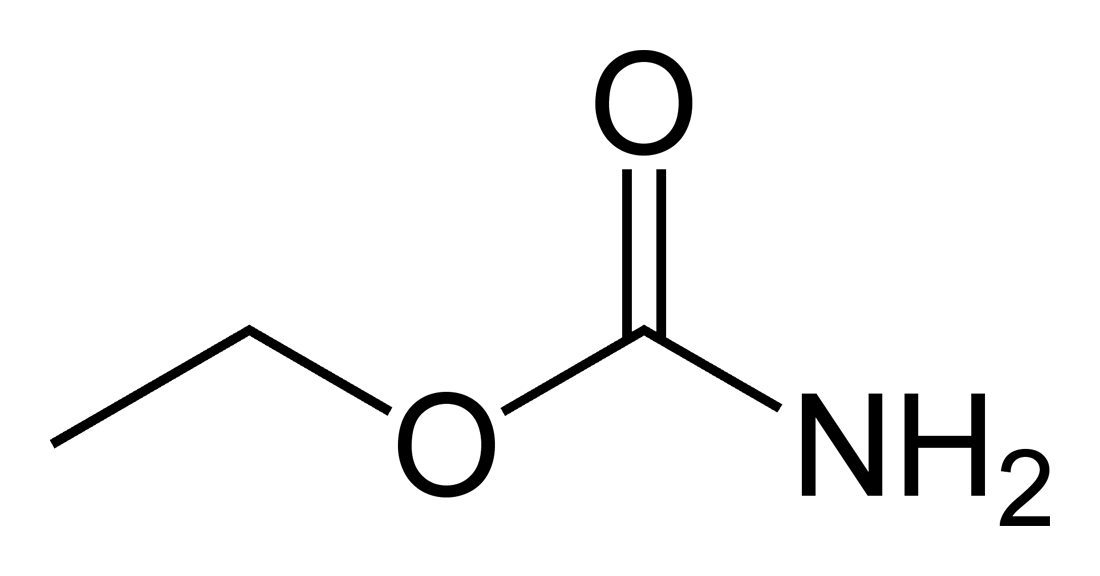
Ethylcarbamaat of urethaan.

Carbamaten of urethanen zijn chemische verbindingen die de functionele groep bevatten met de algemene structuur -NH(CO)O-; dus een ester- en een aminegroep naast elkaar. Theoretisch gezien zijn het esters van het onstabiele carbamidezuur (H2N-COOH). In de praktijk worden ze gevormd door de reactie van een isocyanaat (R-N=C=O)  met een alcohol (R'-OH). Als men een isothiocyanaat (R-N=C=S) gebruikt in de plaats van het isocyanaat, verkrijgt men een thiocarbamaat (-NH(CS)O-). Als men bovendien een thiol (R'-SH) gebruikt in de plaats van het alcohol, verkrijgt men een dithiocarbamaat (-NH(CS)S-).
Een eenvoudig carbamaat is ethylcarbamaat, dat ook urethaan wordt genoemd.

## Toepassingen
Een aantal carbamaten, thio- en dithiocarbamaten is sedert de jaren '50 gebruikt in de land- en tuinbouw als insecticiden, fungiciden en herbiciden. Enkele voorbeelden zijn aldicarb, carbofuran, fenoxycarb, propoxur, propamocarb, methomyl, IPBC, chloorprofam, carbaryl, carbendazim en benomyl. Molinaat en ferbam zijn thiocarbamaten en ziram is een dithiocarbamaat. Vaak zijn dit, net als organofosfaatpesticiden, acetylcholinesteraseremmers die in hoge doses giftig zijn voor de mens. Daarom zijn een aantal van deze stoffen inmiddels niet meer toegelaten.
Carbamaten worden ook in farmaceutica gebruikt, onder meer om het centrale zenuwstelsel te beïnvloeden als kalmeringsmiddel, pijnstiller of spierverslapper. Voorbeelden zijn methocarbamol en carisoprodol.
Polyurethaan-kunststoffen zijn ook carbamaten.